# Alateus
Alateus (vagy Alatheus ? – 387) a keleti gótok (más néven: osztrogótok) egyik vezetője és hadvezére.
Hermanarik keleti gót király halála után az osztrogótok két pártra szakadtak. Többségük behódolt a hunoknak, kisebb részük – az alánok egy csoportjával együtt – Alateus és az alán Saphrax vezetésével, Valens római császár engedélye nélkül átlépte a Dunát, és a Római Birodalomba menekült. 
A vizigótokkal együtt harcolt a hunok ellen 376-ban, és általában számos hadjáratot vezetett a Bizánci Birodalom ellen 376 és 387 között. 378-ban Fritigern oldalán harcolt, ahol részt vett a vizigótok szövetségeseként a hadrianopolisi csatában, ahol Safrax mellett (akivel együtt az osztrogótok társuralkodója volt 376-tól, miután a hunok elleni csatában az előző király, Hermanarik elesett), a lovasságot vezette. A lovasság nagy részét a hunok szolgálatát megtagadó, s ezért száműzött osztrogót nemesek adták. Ennek a lovasságnak a szerepe döntő volt a hadrianopolisi győzelemben, egyrészt mert szétzúzta a római lovasság jobb szárnyát, másrészt, mert tönkreverte a Trajanus és Flavius Victor által vezetett nehézgyalogságot.
A hadrianopolisi diadal után Moesia Superioron át betörtek Pannóniába, kifosztottak számos várost Trákiában és Görögország északi részén, mígnem Promotus legyőzte őt I. Theodosius római császár parancsára. 380-ban gratianus foedust (szerződést) kötött velük, mellyel valószínűleg engedélyezte nekik, hogy Pannóniába betelepedjenek. Alateus a Duna torkolatánál telepedett le, majd 387-ben ismét összecsapott Promotus seregeivel. Úgy tűnik, ebben a csatában halt meg, mert személy szerint nem szerepel többet az egykorú forrásokban, illetve a rá vonatkoztatható utalások bizonytalanok.

## Fordítás
- Ez a szócikk részben vagy egészben  az   Alateo című spanyol Wikipédia-szócikk fordításán alapul.  Az eredeti cikk szerkesztőit annak laptörténete sorolja fel. Ez a jelzés csupán a megfogalmazás eredetét és a szerzői jogokat jelzi, nem szolgál a cikkben szereplő információk forrásmegjelöléseként.